# Máslovice
Máslovice település Csehországban, a Kelet-prágai járásban. Máslovice Dolany nad Vltavou, Postřižín, Větrušice, Vodochody, Libčice nad Vltavou és Zlončice településekkel határos. Lakosainak száma 384 fő (2024. január 1.).

## Népesség
A település lakosságának változását az alábbi diagram mutatja:
| Lakosok száma | 226  | 314  | 324  | 350  | 302  | 314  | 344  | 368  | 388  | 384  |
|               | 1869 | 1900 | 1921 | 1961 | 1980 | 2011 | 2016 | 2019 | 2021 | 2024 |